# Campodarsego
Campodarsego est une commune italienne de la province de Padoue, dans la région Vénétie, dans le Nord de l'Italie.

## Économie
- Maschio Gaspardo, constructeur de machines agricoles, y a son siège social.

## Administration
| Période                                  | Période | Identité | Étiquette | Qualité |
| ---------------------------------------- | ------- | -------- | --------- | ------- |
|                                          |         |          |           |         |
| Les données manquantes sont à compléter. |         |          |           |         |

### Hameaux
Sant'Andrea, Bronzola, Fiumicello, Reschigliano, Bosco del Vescovo.

### Communes limitrophes
Borgoricco, Cadoneghe, San Giorgio delle Pertiche, Vigodarzere, Vigonza, Villanova di Camposampiero.